# Rockefellerprinzip
Als Rockefellerprinzip wird eine Marktstrategie bezeichnet, bei der ein Produkt Folgekosten auslöst, über die der Produktverkäufer den Hauptteil des Gewinns erzielt.

## Ursprung
Es wird John D. Rockefeller nachgesagt, er habe die Öllampe kostenlos oder sehr günstig vermarktet, um über die unvermeidlichen Nachkäufe von Brennöl einen dauerhaften Absatz seines Öls sicherzustellen.

## Aktuelle Beispiele
- Tintenstrahldrucker und Druckerpatronen[2]
- Mobiltelefone mit einem entsprechenden Mobilfunkvertrag
- Nassrasierer und deren Klingen
- Spielkonsolen und Spiele
- Kaffeemaschinen für Kaffeekapseln[3]
- Trinkwassersprudler und deren CO2-Kartuschen[4]
- Smart Speaker und deren Folgekosten z. B. für Musikstreaming (bspw. Amazon Echo mit Amazon Prime und Amazon Music)